# Айхенбергер, Сабина
Саби́на Айхенбе́ргер (нем. Sabine Eichenberger; 25 сентября 1968) — швейцарская гребчиха-байдарочница, выступала за сборную Швейцарии в середине 1990-х годов. Серебряная призёрша летних Олимпийских игр в Атланте, победительница многих регат национального и международного значения. Также известна по гребле на воде с бурным течением.

## Биография
Сабина Айхенбергер родилась 25 сентября 1968 года. Активно заниматься греблей начала с раннего детства, проходила подготовку в городе Бругге в местном одноимённом спортивном клубе.
Первого серьёзного успеха на взрослом международном уровне добилась в 1996 году, когда попала в основной состав швейцарской национальной сборной и благодаря череде удачных выступлений удостоилась права защищать честь страны на летних Олимпийских играх в Атланте. В зачёте четырёхместных байдарок вместе с Ингрид Хараламов-Райман, Даниэлой Баумер и Габи Мюллер завоевала серебряную медаль, проиграв лишь экипажу из Германии.
Помимо участия в соревнованиях по спринтерской гребле на гладкой воде, Айхенбергер также регулярно принимала участие в регатах по гребле на воде бурным течением. Так, в этом неолимпийском виде спорта она является двукратной чемпионкой мира (2004, 2008) и двукратной чемпионкой Европы (1997, 2011).
Её старший брат Марцель Айхенбергер тоже был довольно известным гребцом-байдарочником, участник Олимпийских игр 1984 года в Лос-Анджелесе.